# Троїцький собор Почаївської лаври
Свято-Троїцький собо́р (Собо́р Святої Троїці) — соборний храм Почаївської лаври. Збудований у модернізованих формах новгородсько-псковської архітектури. Дисонує з бароковим комплексом Почаївського монастиря. Перебуває пед контролем УПЦ московського патріархату.

## Історія
До побудови Троїцького собору у монастирі вже існував Троїцький храм, побудований у XVII столітті на кошти Феодора та Єви Домашевських, але його знесли під час будівництва Успенського собору у XVIII столітті. Довгий час після цього Троїцька церква розміщалася в прибудові до братського корпусу, де знаходилася друкарня.
Наприкінці ХІХ століття запропонували відновити Троїцький храм у вигляді собору. Тому новий собор був закладений у 1899 році, але тільки в 1906 році за ініціативою священноархімандрита лаври архієпископа Антонія (Храповицького) відновилися будівельні роботи. В результаті собор був зведений у 1912 році за проектом архітектора Олексія Щусєва за взірцями новгородсько-псковської архітектури (також вживають визначення «у давньоруському стилі»). Після побудови собор розписував лаврський художник ієродиакон Дамаскін (Малюта). Але через Першу світову війну розписав тільки притвор, вівтар храму, частково південну і західну стіни. У 1970-х роках місцеві іконописці за ескізами художників Щербакова і Фролова завершили розпис храму. У 1990-і роки храм відреставрували та позолотили купол.

## Архітектура. Інтер'єр

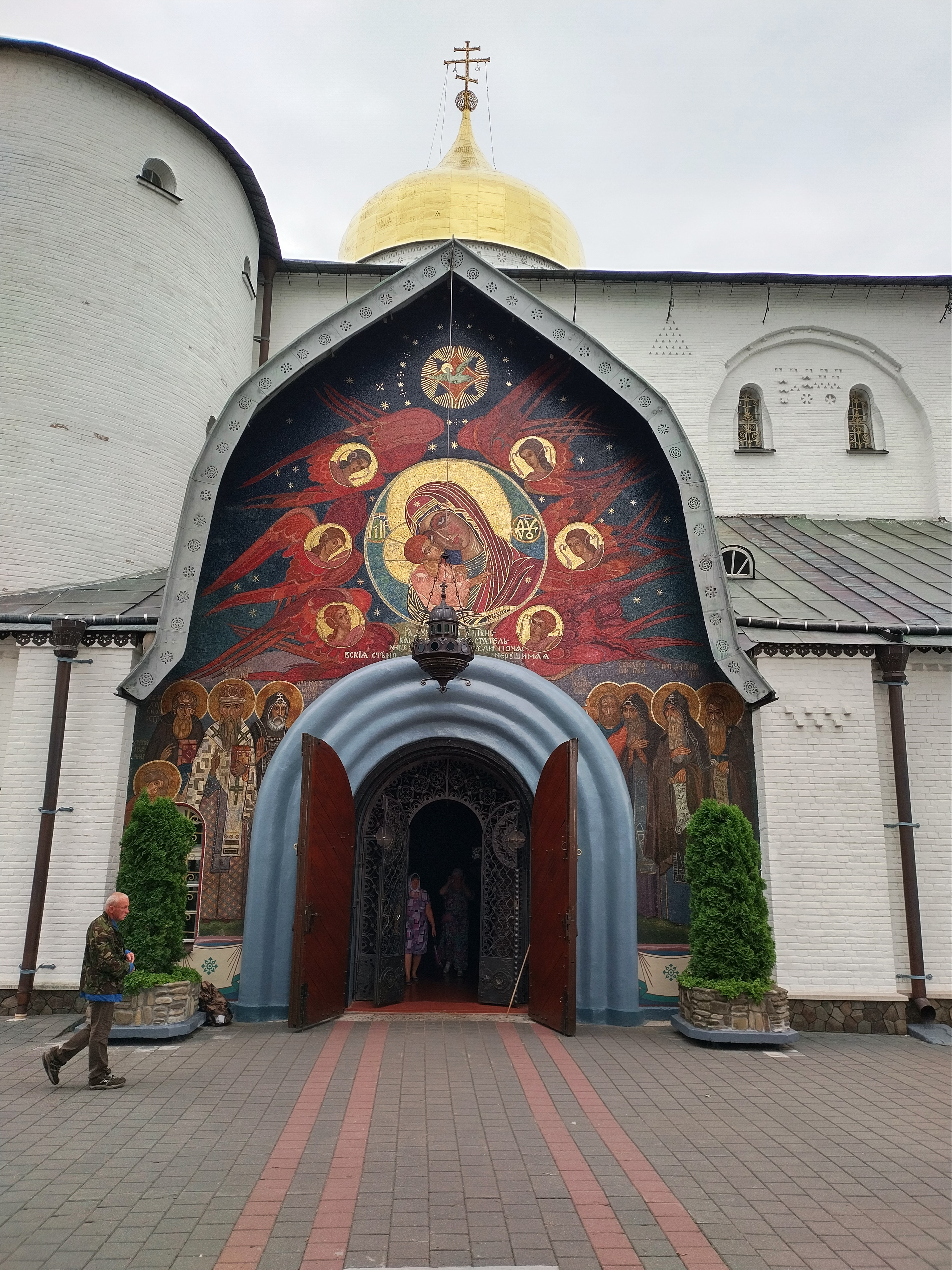
Вхід в собор з боку

Троїцький собор має триапсидний тип з хрєщатобаневим і тринавним видом. Перехрестя вінчає шоломоподібна баня, що встановлена на циліндричному підбаннику. До рівноширокого з навами притвору з півночі прилягає циліндрична вежа, що має сходи, які ведуть на хори. Мозаїки порталів (за ескізами Олексія Щусєва та Миколи Реріха) оживляють стриманий декор собору на західному і південному фасадах. Також, у Святих воротах знаходиться мозаїчна ікона Спаса Нерукотворного з князями, що схилилися перед образом. Західний вхід собору прикрашений мозаїчним зображенням Почаївської ікони Божої Матері, навколо якої ангели у славі парять, а внизу благоговійно предстоять Волинські святі. З північної сторони храм прикрашається зображенням Новозавітної Троїці з Голгофою в центрі. Важкі й монолітні стіни будівлі прикрашені мало (тільки таємничий орнамент, викладений цеглою на висоті хорів).